# Duralsack

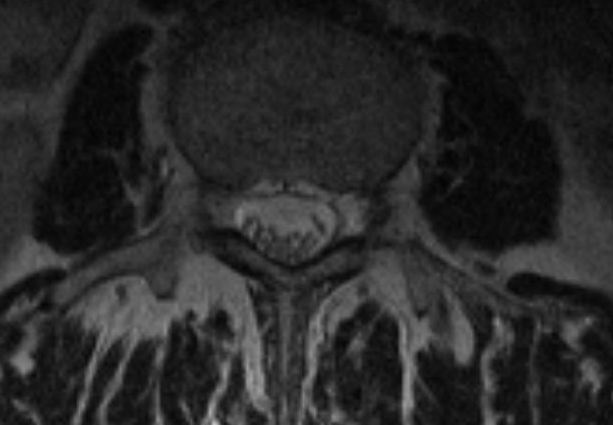
NMR-Darstellung der unteren Wirbelsäule. Der Duralsack ist als annähernd querovale, dunkle Struktur im Spinalkanal zu sehen. Die dunklen Tupfen darin sind die einzelnen, aus dem Rückenmark entstammenden Nervenwurzeln. In der dargestellten, weit unteren Etage der Wirbelsäule ist das Rückenmark selber nicht mehr zu sehen.

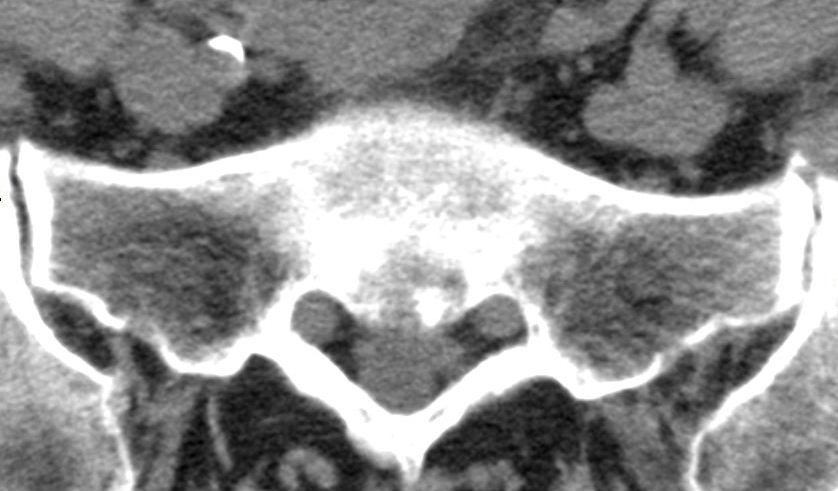
CT-Darstellung einer ISG-Arthrose. Der Duralsack und die beiden, seitlich und bauchwärts davon gelegenen Wurzeltaschen. Bei dieser Form der Darstellung kann man nicht zwischen Nervengewebe, Liquor und Dura unterscheiden.

Als Duralsack oder Durasack wird im klinischen Sprachgebrauch der Schlauch aus harter Hirnhaut (Dura mater) bezeichnet, der das Rückenmark und die abgehenden Nervenwurzeln umgibt. Anatomisch ist diese Bezeichnung nicht völlig korrekt, da nicht berücksichtigt wird, dass auch die sogenannte Spinngewebshaut (Arachnoidea) an der Bildung dieser Umkleidung beteiligt ist. Der Duralsack endet auf Höhe des zweiten Sakralwirbels im Filum terminale.

## Funktion
Die Dura mater ist eine solide Hülle, die das hochempfindliche Nervengewebe des Rückenmarkes gegen mechanische Schäden schützen soll. Am Abgang der Nervenwurzeln bildet die Dura jeweils eine Ausstülpung, Wurzeltasche genannt, die die Nervenwurzel begleitet und erst dann in die bindegewebige Hülle des Nervs, das Epineurium, übergeht. Zudem ist der Duralsack mit Rückenmarksflüssigkeit (Liquor cerebrospinalis) gefüllt, auch hier wird eine Schutzfunktion, diesmal im Sinne eines Wasserkissens, angenommen.

## Krankhafte Veränderungen
Narbenbildungen nach Bandscheibenoperationen können zu einer Verklebung zwischen dem Duralsack und dem inneren Bereich des Spinalkanals führen, die hieraus entstehenden Beschwerden werden dem Postdiskektomiesyndrom zugerechnet. Wird die Dura mater verletzt, fließt Rückenmarksflüssigkeit ab, als Auswirkung der Hydrostase in aufrechter Körperhaltung besonders viel. Der entstehende Unterdruck innerhalb der Schädelkapsel führt zu einer Schwellung des Gehirns mit daraus entstehenden Kopfschmerzen. Das wird Liquorverlustsyndrom genannt und tritt manchmal als Folge von Punktionen oder Injektionen in den Duralsack auf.

## Klinische Bedeutung
Der Duralsack bietet eine recht einfache Möglichkeit, durch Punktion den Liquorraum zu erreichen. Die labortechnische Analyse der Rückenmarksflüssigkeit kann Aufschluss in Bezug auf die Diagnostik einer Reihe von Erkrankungen liefern. Genauso gut ist es aber auch möglich, ein Röntgenkontrastmittel in den Duralsack zu spritzen und damit Raumforderungen innerhalb des Spinalkanals, aber auch krankhafte Veränderungen an den Nervenwurzeln oder am Rückenmark selber festzustellen. Mit dem inzwischen erreichten hohen technischen Entwicklungsstand der Computertomografie und Kernspinresonanz-Diagnostik wird diese Röntgenkontrastdarstellung oder Myelografie immer seltener notwendig. Es ist auch gebräuchlich, Medikamente direkt in den Duralsack zu injizieren, als Möglichkeit, eine völlige Betäubung der unteren Körperhälfte zu erreichen (Spinalanästhesie), um hier Operationen durchführen zu können. In der Geburtshilfe wird meistens ein Betäubungsmittel nur in den Raum zwischen Dura und Wirbelkanal eingebracht (Periduralanästhesie).
Opiate sind bei sehr starken Schmerzen oft die einzige noch verbleibende Möglichkeit, das Leben für den Betroffenen erträglich zu gestalten. Werden diese Opiate direkt in den Duralsack eingebracht, reichen verschwindend geringe Dosen aus, um eine zufriedenstellende Schmerzlinderung zu erzielen. Es werden Dauerkatheter eingelegt, über die das Medikament mit einer Medikamentenpumpe kontinuierlich verabreicht werden kann.